# Kuznocin (Mazovie)
Pour les articles homonymes, voir Kuznocin.
Kuznocin [kuzˈnɔt͡ɕin] est un village polonais de la gmina de Sochaczew dans le powiat de Sochaczew et dans la voïvodie de Mazovie.